# 조지 청
조지 청(George Cheung, 1949년 2월 8일 ~ )은 중화인민공화국의 텔레비전 배우, 영화배우, 배우, 성우, 스턴트 배우이다.
홍콩에서 태어났다.

## 영화
- 어썸 아시안 배드 가이즈 (2014년)
- 몽골리안 데스웜 - 거대지렁이의 습격 (2010년) - 티무르 역
- 퍼펙트 호스트 (2010년)
- 행복을 찾아서 (2006년) - 중국 정비공 역
- 아메리칸 퓨전 (2005년)
- 석커 프리 시티 (2004년)
- 스타스키와 허치 (2004년)
- 인빈서블 (2001년)
- US 씰 2 (2001년)
- 싸일런트 포스 (2001년)
- 위키드 게임 (2001년)
- 웨스트 윙 시즌1 (1999년)
- 오스틴 파워 (1999년)
- 야쿠자 웨이 (1998년)
- 노 투마로우 (1998년)
- 러시 아워 (1998년)
- 트루 벤젼스 (1997년)
- 볼티지 (1997년)
- 타이거 스톰 (1996년)
- 성룡의 폴리스 스토리4 (1996년)
- 북두권 (1995년)
- 터미널 포스 (1995년)
- ER (1994년)
- 죽음의 반지 (1993년)
- 욕망의 심판 (1992년)
- 스토리빌 (1992년)
- 글렌게리 글렌 로스 (1992년)
- 코 끝에 걸린 사나이 (1991년)
- 리오 파괴 작전 (1990년)
- 로보캅 2 (1990년)
- 헬 캠프 (1986년)
- 빅 트러블 (1986년)
- 람보 2 (1985년) - 테이 역
- 밀림의 사나이 (1982년)
- 후커와 로마노 (1982년)
- 비치 걸스 (1982년)
- 달리는 사이먼 (1981년)
- 매그넘 P.I. (1980년)
- 익스터미네이터 (1980년)
- 형사 Q (1976년)
- 킬러 엘리트 (1975년)